# Repubblica Socialista Sovietica Autonoma delle Montagne
La Repubblica Socialista Sovietica Autonoma delle Montagne (in russo Горская Автономная Социалистическая Советская Республика?, Gorskaja Avtonomnaja Socialističeskaja Sovetskaja Respublika) o RSSA delle Montagne (in russo Горская АССР?, Gorskaja ASSR) è stata una repubblica autonoma sovietica all'interno della RSFS Russa nel Caucaso settentrionale.  
Di breve vita, fu istituita il 20 gennaio 1921 ed esistette fino al 7 luglio 1924.

## Storia
Fu creata dai nazionalisti locali con parte dei territori delle vecchie oblast' del Kuban' e di Terek, a seguito della Rivoluzione d'ottobre, con il nome di Repubblica delle Montagne del Caucaso Settentrionale e dell'Emirato del Caucaso settentrionale.
Nel corso della guerra civile russa, quando l'Armata Rossa conquistò la parte settentrionale del Caucaso, venne trasformata in Repubblica Socialista Sovietica.
La popolazione si aggirava attorno agli 800 000 abitanti, sparsi su un territorio di oltre 73 000 chilometri quadrati. Venne divisa in sei okrug, distretti, che ripercorrevano le suddivisioni territoriali delle principali nazionalità: Karačaj-Circassia, Cabardinia, Balcaria, Ossezia, Nazran (Inguscezia) e Cecenia, mentre le due principali città, Groznyj e Vladikavkaz, godevano di amministrazione autonoma. Inoltre, uno speciale livello di autonomia provinciale venne fornita ai cosacchi del Terek e al distretto cosacco di Sunža, che comprendeva il territorio nel nord dell'Inguscezia, ed una piccola enclave che confinava con Groznyj. Tale assetto fu comunque di breve durata, poiché già il 1º settembre 1921 l'okrug della Cabardinia fu scorporato dalla Repubblica delle Montagne in un okrug autonomo, direttamente subordinato alla Russia bolscevica. Presto venne la volta della costituzione in distretto autonomo della Circassia, il 12 gennaio 1922, della Balcaria (16 gennaio seguente), e della Cecenia (30 novembre).
Con un decreto del Soviet Supremo del 7 luglio 1924, il rimanente territorio della Repubblica venne diviso in Regione Autonoma dell'Ossezia Settentrionale (oblast' autonoma) e oblast' autonoma Inguscia. Il distretto cosacco di Sunža e la città di Vladikavkaz vennero assoggettati direttamente al Soviet Supremo, fino al 17 ottobre 1924, quando nella riorganizzazione amministrativa della Repubblica Socialista Federativa Sovietica Russa venne creato il Territorio del Caucaso settentrionale, che raggruppò tutte le precedenti repubbliche ed entità autonome.
La Repubblica Sovietica della Montagna cessò così di esistere.

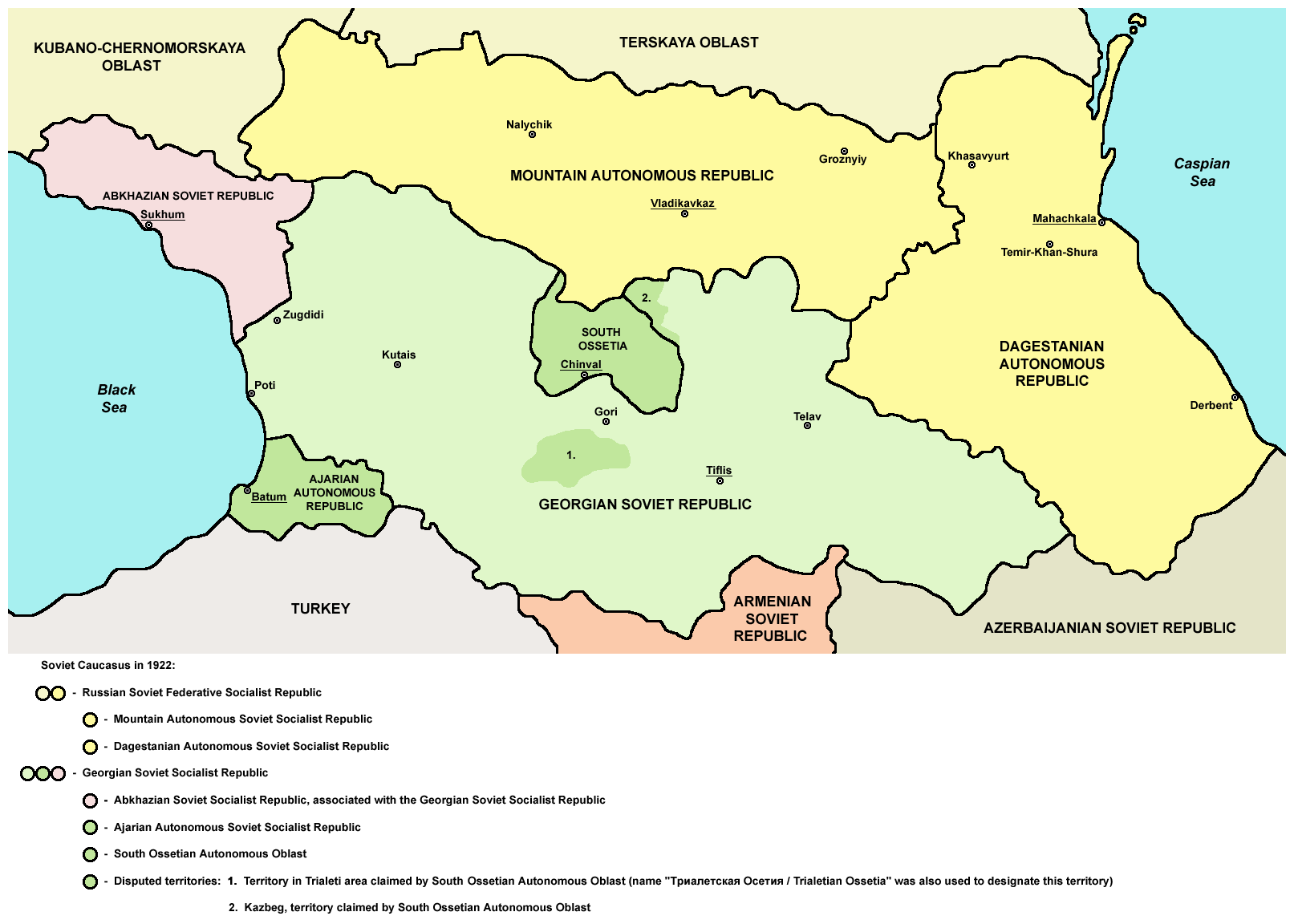
Il Caucaso sovietico nel 1922